# Morinaga Milk Industry
Morinaga Milk Industry Co., Ltd. (森永乳業株式会社, Morinaga Nyūgyō Kabushiki-gaisha) (TYO: 2264) é uma empresa de produtos lácteos e doces em Tóquio, Japão, em operação desde 1º de setembro de 1917. Seus produtos incluem produtos lácteos, bebidas, doces, confeitaria e fórmula infantil. Morinaga possui acordos de distribuição com Kraft Foods. É uma empresa afiliada de Morinaga & Company. Suas subsidiárias incluem Morinaga Hokuriku Dairy.
A dupla do pop PUFFY fez um comercial para Morinaga Milk.

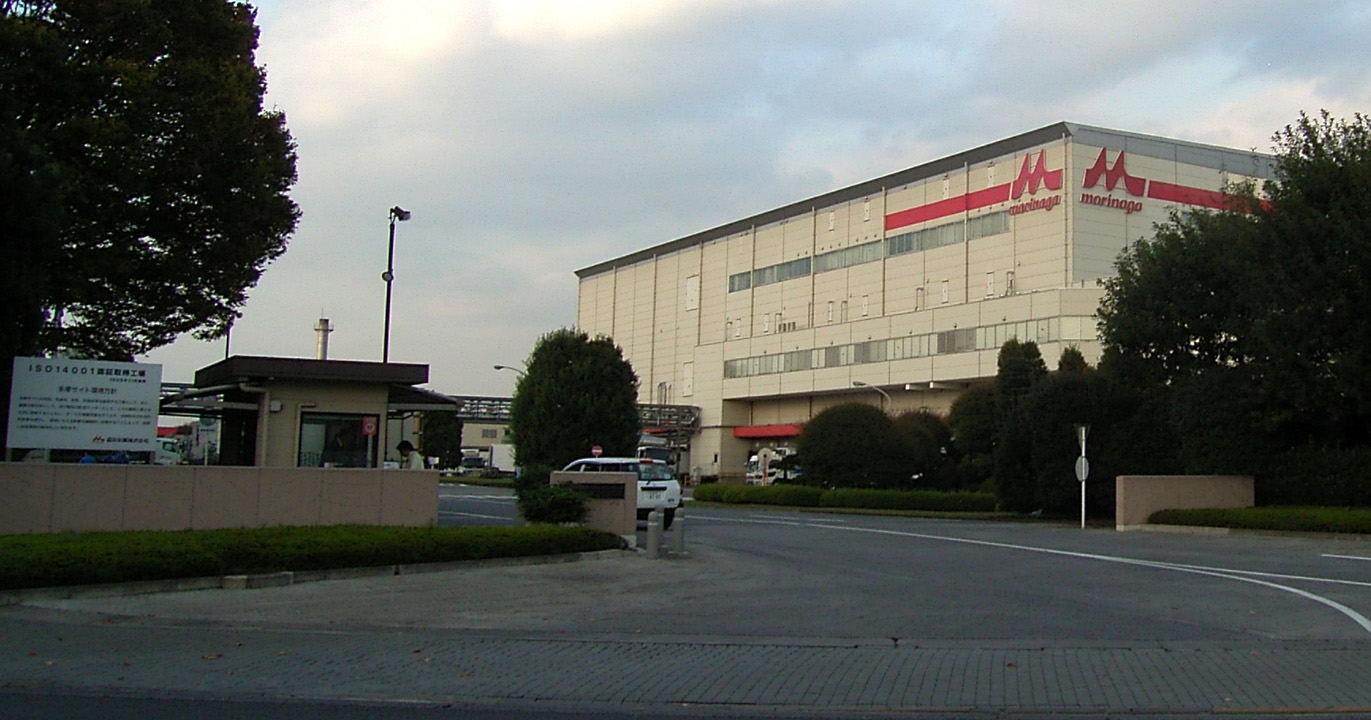
Morinaga Milk Industry
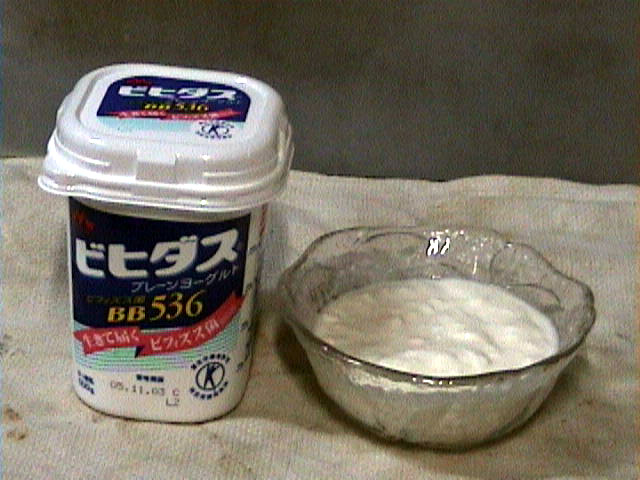
Iogurte Bifidus